# Pittsburgh Raiders
I Pittsburgh Raiders furono una squadra professionistica di basket con sede a Pittsburgh e attiva in NBL nella sola stagione 1944-1945.
La squadra concluse la stagione con 7 vittorie e 23 sconfitte, non qualificandosi per i playoff. Al termine dell'annata la franchigia venne venduta e trasferita a Youngstown; nacquero così gli Youngstown Bears.